# Ministero dell'interno (Libia)
Il Ministero dell'interno (in arabo وزارة الداخلية الليبية‎?) è un dicastero del governo libico deputato alla gestione dell'ordine pubblico e della pubblica sicurezza in Libia.
Il ministro in carica è ʿImad Mustafa Trabelsi dal 6 novembre 2022 nell'ambito del Governo di unità nazionale.

## Elenco dei ministri
| Ministro | Ministro                   | Governo           | Mandato           | Mandato          |
| Ministro | Ministro                   | Governo           | Inizio            | Fine             |
| -------- | -------------------------- | ----------------- | ----------------- | ---------------- |
|          | Nassr al-Mabrouk Abdullah  | Mahmudi           | ?                 | 23 agosto 2011   |
|          | Fawzi Abdel A'al           | El-Keib           | 22 novembre 2011  | 26 agosto 2012   |
|          | Ashour Suleiman Shuwail    | Zeidan            | dicembre 2012     | maggio 2013      |
|          | Mohammed Khalifa al-Sheikh | Zeidan            | 26 maggio 2013    | 11 marzo 2014    |
|          | Al-Arif Saleh Al-Khoja     | Maiteeeq          | 25 maggio 2014    | 9 giugno 2014    |
|          | Al-Aref al-Khoga           | Accordo nazionale | maggio 2014       | 15 febbraio 2018 |
|          | Abdussalam Ashour          | Accordo nazionale | 16 febbraio 2018  | 7 ottobre 2018   |
|          | Fathi Bashagha (1962)      | Accordo nazionale | 7 ottobre 2018    | 15 marzo 2021    |
|          | Umar al-Sinki              | al-Thani II       | 29 settembre 2014 | 15 marzo 2021    |
|          | Khaled Tijani Mazen        | Unità nazionale   | 15 marzo 2021     | 23 luglio 2022   |
|          | Bader al-Din al-Tumi       | Unità nazionale   | 23 luglio 2022    | 6 novembre 2022  |
|          | ʿImad Mustafa Trabelsi     | Unità nazionale   | 6 novembre 2022   | in carica        |